# Château de Champiré
Le château de Champiré est un château situé à Grugé-l'Hôpital, en France.

## Localisation
Le château est situé dans le département français de Maine-et-Loire et la région des Pays de la Loire, sur la commune de Grugé-l'Hôpital.

## Historique
L'édifice est inscrit au titre des monuments historiques en 2002.